# Judelin Aveska
Judelin Aveska (Port-Margot, 21 ottobre 1987) è un calciatore haitiano, difensore dell'Template:Calcio Inter Taoyuan.

## Carriera

### Nazionale
Viene convocato per la Copa América Centenario negli Stati Uniti.